# Born (Brüggen)
Born (Dorf am See) ist ein Ortsteil der Gemeinde Brüggen am Niederrhein (Nordrhein-Westfalen) mit etwa 2000 Einwohnern an der Schwalm gelegen. 16 km von Swalmen (Gemeinde Roermond) entfernt.

## Geschichte
Born ist ein sprechender Name. „Borne“ war die mittelniederdeutsche Bezeichnung für einen natürlich fließenden Quellbrunnen. Durch das abschüssige Gelände von der Boisheimer Landstraße zum Borner See hin tritt sogenanntes Schichtenwasser aus. Es gibt also einen engen Zusammenhang zwischen dem mit Wasser zusammenhängenden Namen „Born“ und der Geländeform.
Born wird im Jahr 1136 als „in Borno“ erstmals  in einer Urkunde erwähnt; 1410 wurde die Burg Born (Motte) letztmals erwähnt. Herzog Wilhelm von Jülich-Berg erwarb 1494 Burg und Land Brüggen, zu dem auch Born gehörte. Das Amt Brüggen war ununterbrochen bis zur französischen Besitznahme 1794 wichtiger Stützpunkt des Herzogtums Jülich-Berg. Im 17. Jahrhundert gehörten zum Kirchspiel Born der Ort Brüggen und die Honschaften Genholt, Genrohe, Haverslohe, Lüttelbracht, Oebel und Gelagweg. Unter französischer Herrschaft wurde Born 1794 Teil Frankreichs und gehörte als Gemeinde zum Kanton Bracht, Arrondissement de Crévelt, Département de la Roer. Das Gesetz von 17. Februar 1800 änderte die Verwaltungsorganisation; die weiterhin selbständigen Gemeinden Born und Brüggen wurden zu einer Bürgermeisterei (Mairie) Brüggen vereinigt. Nach dem Wiener Kongress wurden Born und Brüggen 1815 preußisch. Im Jahr 1819 gehörten zur Bürgermeisterei Brüggen die Gemeinde Brüggen mit den Bauerschaften Gelagweg und Oebel, das Gehöft Venn-Mühle sowie die Gemeinde Born mit den Bauerschaften Bornermühle, Genholt, Genrohe, Haverslohe und Lüttelbracht. Durch die neue Gemeindeordnung vom 11. März 1850 wurde den Gemeinden eine größere Selbständigkeit zugesichert, damit die Räte der Gemeinden ihre Interessen besser wahrnehmen konnten. 1936 erfolgte aufgrund einer Gebietsreform der Zusammenschluss der selbständigen Landgemeinden Born und Brüggen zur politischen Einheit unter der Bezeichnung „Gemeinde Brüggen“. Am 1. Januar 1970 wurde im Rahmen der kommunalen Neugliederung die selbständigen Gemeinden Bracht und Brüggen zur neuen Gemeinde Brüggen zusammengelegt.

## Sehenswürdigkeiten
- Katholische Pfarrkirche St. Peter Born
- Borner Mühle
- Borner See
- Herrenhof Born
- Mariensäule
- Josefssäule
- Wegekreuz an der Borner Mühle

## Auszeichnungen
Das Dorf Born hat zum vierten Mal am Landeswettbewerb „Unser Dorf soll schöner werden – unser Dorf hat Zukunft“ teilgenommen.
- 1997 und 2000 errang Born den dritten Platz (Bronze)
- 2003 belegte Born den zweiten Platz (Silber) und zusätzlich den Sonderpreis des NRW Touristikverbandes e. V. für erfolgreiche Nutzung der örtlichen Chancen zur Entwicklung eines sanften Tourismus unter Einbeziehung kultureller Angebote.
- 2006 errang Born den ersten Platz (Gold) und die Qualifikation zur Teilnahme am Bundeswettbewerb 2007, bei dem der dritte Platz (Bronze) erreicht wurde.[2]

## Weblinks

Pfarrkirche St. Peter Born
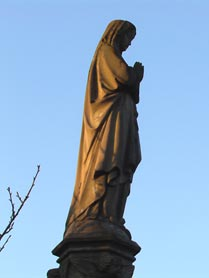
Mariensäule in Born
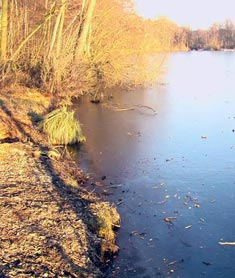
Borner See
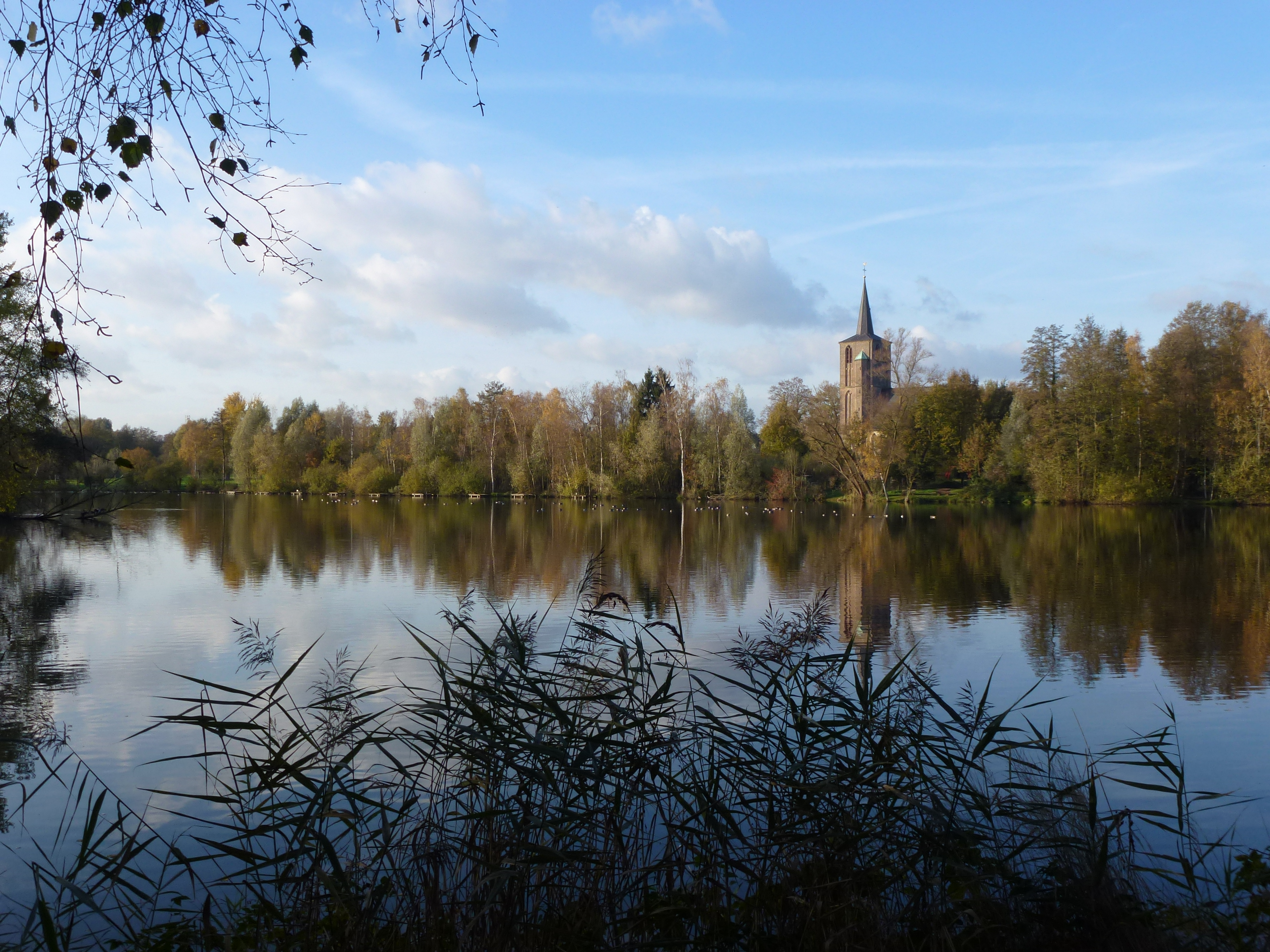
Blick über den Borner See auf die Pfarrkirche St. Peter